# Festival Solidario de Cine Español de Cáceres
El Festival Solidario de Cine Español de Cáceres es un festival celebrado en Cáceres cuyo objetivo es la promoción del cine español mediante proyecciones, libros, revistas, talleres y congresos, así como la donación de todos los beneficios generados a diferentes ONG extremeñas. 
Culmina con la entrega de los Premios San Pancracio. 
Paralelamente al festival se publican libros de cine y se realizan encuentros con cortometrajistas y un taller de dirección de actores, buscando nuevos caminos para el desarrollo del cine español a través del análisis y el diálogo.
El 18 de marzo de 2017 los actores Roberto Álamo, Laia Marull, Carlos Santos, Ana Castillo y Petra Martínez, los directores Koldo Serra y Salvador Calvo y el director artístico y escenógrafo Marcelo Pacheco recibieron el Premio de San Pancracio de Honor.